# Elke Schneiderbanger

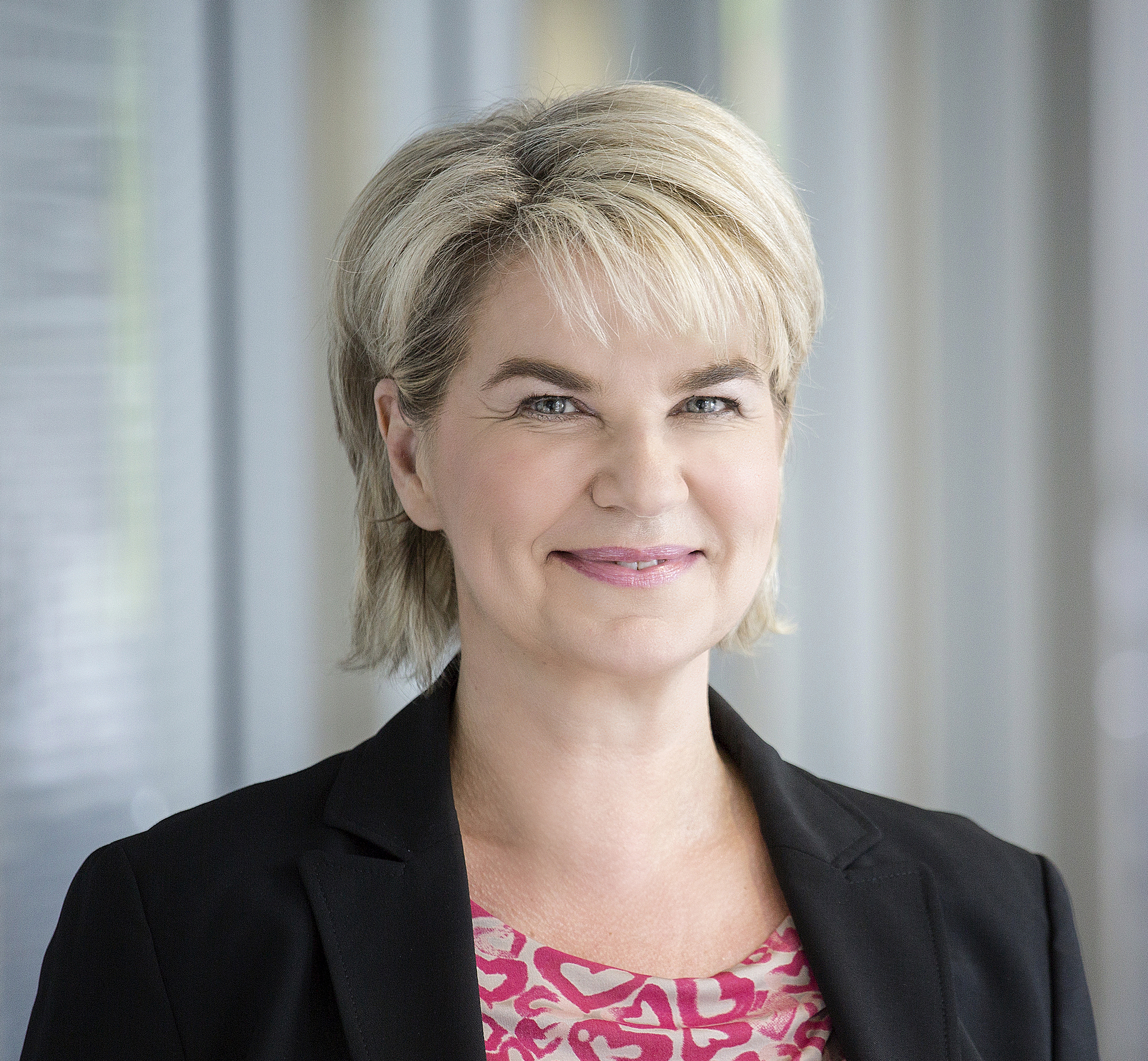
Elke Schneiderbanger

Elke Schneiderbanger (* 1959) ist eine deutsche Journalistin. Sie war von 2010 bis 2023 Geschäftsführerin der ARD Media GmbH.

## Leben
Nach einem Volontariat beim Obermain-Tagblatt in Lichtenfels von 1983 bis 1985 arbeitete Elke Schneiderbanger von 1985 bis 1986 beim Radiosender Neue Welle Bamberg und im Anschluss – bis 1988 – bei Radio Charivari (damals: Neue Welle Franken, Charivari Nürnberg). Parallel dazu übernahm sie ab 1987 die Leitung der Redaktion bei Charivari.
1988 wechselte Schneiderbanger zu Antenne Bayern als Morgenmoderatorin. Im September 1990 übernahm sie zusätzlich die Position der stellvertretenden Chefredakteurin bei dem Ismaninger Privatsender. Knapp zwei Jahre später – am 1. Juli 1992 – wurde sie Chefredakteurin und stellvertretende Programmdirektorin. Diese Posten bekleidete Schneiderbanger bis 1996.
Im Jahr 1996 wechselte Schneiderbanger als Geschäftsführerin und Programmdirektorin zu Radio NRW in Oberhausen. Ende 2009 schied Schneiderbanger aus der Geschäftsführung der Radio NRW GmbH aus.
Von 1990 bis 1996 war Elke Schneiderbanger zudem in Fernsehformaten zu sehen. Zwischen April 1990 und März 1991 war Schneiderbanger als Moderatorin der Sendung Wir in Bayern im Sat.1 Regionalfernsehen Bayern zu sehen. Von März 1991 bis Oktober 1992 war sie als moderierende Redakteurin für das Politikjournal Rundschaumagazin im Bayerischen Fernsehen (BR) tätig. 
Von November 1990 bis Dezember 1992 war sie zudem als Moderatorin das Gesicht des wöchentlichen, bundesweiten Sat.1-TV-Magazins Zauber der Berge am Samstagnachmittag.
Im Februar 1993 befragte Elke Schneiderbanger in der Sat.1-Sendung Zur Sache, Kanzler gemeinsam mit den Journalistenkollegen Wolfgang Stock (Frankfurter Allgemeine Zeitung) und Kai Diekmann (Bild) den damaligen Bundeskanzler Helmut Kohl. Ab November 1993 war Schneiderbanger für ein Jahr lang moderierende Redakteurin bei der ersten deutschen politischen Live-Call-in-Talkshow alSo – Politik zum Mitreden bei Sat.1.
Durch die ZDF-Unterhaltungssendung Wunder-Bar zugunsten der Aktion Sorgenkind (heute: Aktion Mensch) führte Schneiderbanger von September 1995 bis März 1996 als Moderatorin. 1996 moderierte sie für das ZDF die Sendung Welt der Mode.
Seit Juni 2010 ist Elke Schneiderbanger Geschäftsführerin der ARD Media GmbH (vormals ARD-Werbung Sales & Services GmbH) und damit verantwortlich für die Werbezeitenvermarktung des öffentlich-rechtlichen nationalen Fernsehprogramm Deutschlands Das Erste sowie der öffentlich-rechtlichen deutschen Hörfunksender und diverser privater Radiostationen. „Wir befinden uns in einer glücklichen Situation, denn wir vertreten die letzten beiden Massenmedien unserer Zeit – Radio und Fernsehen“, sagte Schneiderbanger 2014 beim 6. Deutschen Medienkongress des Fachmagazins Horizont.
Elke Schneiderbanger ist Mitglied im Beirat des Deutschen Radiopreises (seit 2011). Beim Axel-Springer-Preis für junge Journalisten engagierte sie sich über zehn Jahre lang als Ehrenmitglied der Jury. 15 Jahre lang war Schneiderbanger außerdem Jurorin des BLM-Hörfunk-Preises der Bayerischen Landeszentrale für neue Medien (BLM). Seit 2011 ist Elke Schneiderbanger für die Gattung TV im Arbeitsausschuss der Arbeitsgemeinschaft Media-Analyse (agma). Auch im Beirat der Radiozentrale e. V. engagiert sich Schneiderbanger seit 2011 für die ARD MEDIA GmbH und 2008 für Radio NRW. Seit August 2024 ist sie Mitglied im radio B2 GmbH-Redaktionsbeirat.